# Floscularia ringens
Floscularia ringens (Serpula ringens, Melicerta ringens) este un rotifer din familia Flosculariidae cu răspândire cosmopolită în toate regiunile globului, inclusiv în România și Republica Moldova. Este înrudită cu rotiferul Pedalion. Trăiește în ape dulci, unde stă fixat pe fundul apei sau pe tulpini, frunze de plante subacvatice. Se hrănește prin filtrarea cu microalge și bacterii din apă. Este solitară sau formează colonii.
Femelele măsoară aproximativ 1900 μm și masculii 400-600 μm. Coroana (discul cefalic) este extinsă, cu patru lobi mari, care constituie o mare suprafață de captură a prăzii. Trofii sunt de tip maleoramat, care seamănă cu tipul ramat, dar au un fulcru, iar manubriile sunt mai dezvoltate. Trocusul și cingulum sunt bine dezvoltate și limitează pe marginea lobilor discului rotator un șanț ciliat, prin care alimentele sunt împinse înspre gură.
Trunchiul și piciorul sunt alungite. Piciorul se termină printr-un disc adeziv. Corpul este înconjurat de un tub protector, lăsând liberă numai extremitatea anterioară, care se poate însă retrage în interiorul tubului. Tubul are o culoare de la galben închis până la cafeniu și este format din sferule relativ mici. Floscularia ringens este sesilă și își formează tubul începând de la bază, cu un inel gelatinos. Pe acesta lipește apoi granule consistente, sferice, pe care le modelează singur din excremente sau din detritusuri, cu ajutorul unei fosete ciliate, situată sub orificiul bucal. Adaugă apoi rânduri noi de sferule, pe care le așază cu o regularitate uimitoare și pe care le cimentează cu secreții.
Ciclul de reproducere este heterogamic cu faze mictice și amictice.